# كريستيان ساندبرغ
كريستيان ساندبرغ (بالسويدية: Christian Sandberg)‏ هو لاعب هوكي الجليد سويدي، ولد في 23 أكتوبر 1987 في Järfälla Municipality ‏ في السويد.

## وصلات خارجية
- كريستيان ساندبرغ على موقع EliteProspects.com (الإنجليزية)